# Walcott (Iowa)
Walcott – miasto w Stanach Zjednoczonych, w stanie Iowa, w hrabstwach Muscatine i Scott. Zgodnie ze spisem statystycznym z 2000 roku, miasto liczyło 1 528 mieszkańców.

## Miasta partnerskie
- Bradenbek, Niemcy